# 毓善
宗室毓善（？—？）字蔼如，满洲镶蓝旗人。清末官员。

## 生平
毓善为理恪郡王弘㬙六世孫，委署主事福恩之子。光緒二十一年六月授荫生，九月籤分禮部，以員外郎候補，二十九年五月補授吏部員外郎。清末新官制实行后，出任吏部右参议。宣统三年六月二十五日，以裁缺吏部左参议任典礼院直学士。